# Klaus Bodenmüller
Klaus Bodenmüller (Austria, 6 de septiembre de 1962) es un atleta austriaco retirado especializado en la prueba de lanzamiento de peso, en la que consiguió ser subcampeón mundial en pista cubierta en 1991.

## Carrera deportiva
En el Campeonato Mundial de Atletismo en Pista Cubierta de 1991 ganó la medalla de plata en el lanzamiento de peso, con una marca de 20.42 metros, tras el suizo Werner Günthör (oro con 21.17 metros) y por delante del estadounidense Ron Backes (bronce con 20.06 metros).